# Liste der Baudenkmale im Landkreis Friesland
Die Liste der Baudenkmale im Landkreis Friesland enthält die nach dem Niedersächsischen Denkmalschutzgesetz geschützten Baudenkmale im niedersächsischen Landkreis Friesland.
Der Übersicht und Länge halber ist die Liste nach den Städten und Gemeinden des Landkreises separiert. Diese Einteilung findet sich in der folgenden Tabelle, in der zu jedem Eintrag, soweit möglich, ein exemplarisches Foto eines Baudenkmals aus der jeweiligen Stadt oder Gemeinde zu finden ist.
| Bild                 | Stadt/Gemeinde | Karte | Liste                                         | Ortsteile            |
| -------------------- | -------------- | ----- | --------------------------------------------- | -------------------- |
|                      | Bockhorn       |       | Liste der Baudenkmale in Bockhorn (Friesland) |                      |
|                      | Jever          |       | Liste der Baudenkmale in Jever                |                      |
|                      | Sande          |       | Liste der Baudenkmale in Sande (Friesland)    |                      |
|                      | Schortens      |       | Liste der Baudenkmale in Schortens            |                      |
|                      | Varel          |       | Liste der Baudenkmale in Varel                |                      |
|                      | Wangerland     |       | Liste der Baudenkmale in Wangerland           |                      |
| Westturm, Wangerooge | Wangerooge     |       | Liste der Baudenkmale in Wangerooge           | keine Ortsteillisten |
|                      | Zetel          |       | Liste der Baudenkmale in Zetel                |                      |